# Expedició normanda de 1014
L'expedició normanda de 1014 fou un atac dirigit per Olaf Haraldsson entre el 1014 i el 1015, procedent d'Irlanda contra la costa del comtat de Portugal d'Alvito de Portugal, destruint Tui i Braga el 1014. Després de l'atac va retornar a Noruega per reclamar el tron.